# Pascal Nater
Pascal Nater (* 1984 in Winterthur) ist ein Schweizer Journalist, Kabarettist und Podcastproduzent.

## Leben
Nach der Matura absolvierte er eine Tontechnikausbildung und studierte Musik und Medienkunst an der Hochschule der Künste in Bern.
Nater betätigte sich als Theatermusiker, Tontechniker und Radiojournalist. 2012–2015 war er zusammen mit Olivier Keller, Patric Bachmann und Erik Noorlander Teil des Leitungsteams des Aargauer Tourneetheaters Theater Marie. Von 2016 bis 2019 war er Geschäftsleiter des Sonohr Radio & Podcast Festivals.
Zusammen mit dem Schauspieler Diego Valsecchi tourt er als Musik-Kabarett-Duo Valsecchi & Nater durch die Schweiz. Im Herbst 2021 erschien ihr Programm «Rosenhochzeit» zum gemeinsamen zehnjährigen Bühnenjubiläum. Sie wurden von der Kulturstiftung Pro Argovia zu «Pro Argovia Artists 2021» gekürt.
Nater hat als Journalist, Autor und Produzent mehrere Podcasts veröffentlicht. Für den True-Crime-Podcast «Die Giftmörderin von Suhr» über die Rezeption der historischen Wahrsagerin Verena Lehner erhielt er 2020 den Spezialpreis für eine hervorragende Recherche der Hans-und-Gottlieb-Vogt-Stiftung im Rahmen des Medienpreises Aargau/Solothurn und war auf der Shortlist des Reporter:innenpreises Schweiz.
Als Audio- und Podcastproduzent unterstützt er Organisationen, Kulturinstitutionen und Privatpersonen bei der Realisation ihres eigenen Podcasts.
Er ist Beirat der Kulturinstitution Forum Schlossplatz in Aarau und Vorstandsmitglied des Berufsverbandes eCHo Netzwerk Audiokultur.
Er lebt in Suhr AG.

## Werk

### Podcasts
- 2023: Ein Haus zum Garten[12] – zusammen mit Anna Schiestl für das Forum Schlossplatz Aarau
- 2022: Toggenburger Liebesgeschichten[13] – für Toggenburg Tourismus und Postauto Schweiz AG[14]
- 2020: Die Giftmörderin von Suhr[15] – zusammen mit Ariane Koch für Theater Marie und Radio Kanal K
- 2021: Geschlechter-Expedition[16] – zusammen mit Diversen für das Stapferhaus Lenzburg
- 2019: Zurückgespult[17] – für Radio Kanal K

### Hörspiele
- 2021: Drgäge – zusammen mit Carol Rosa für das Sonohr Radio & Podcast Festival
- 2007: Liebe Hörer, Kurzhörspiel – zusammen mit Daniel Mezger und Simon Froehling, Ursendung SWR 2007. Nominiert für den Prix Europa 2007, Preis des Leipziger Hörspielsommers 2008

### Audiowalks/Installationen
- 2025: Hier ist noch alles möglich - Hörspaziergang nach dem Roman von Gianna Molinari am Theater Orchester Biel Solothurn
- 2022: Hermann Burger – Ein Leben aus Wörtern – für das Theater am Bahnhof Reinach[18]
- 2014: Leichtbau und Schwermetall – zusammen mit Michael Flückiger und Linda Rothenbühler, Theater Marie im Huggler-Areal Suhr[19]
- 2014: Argentinien – zusammen mit Michael Flückiger, Erik Noorlander und dem Theater Marie in der Alten Reithalle Aarau[20]

### Radiofeatures
- 2010: Krieg der Klänge[21] – zusammen mit Yvonn Scherrer – für Schweizer Radio SRF und Deutschlandradio Kultur
- 2008: Die Kulturbrocante in der Sauerkrautfabrik[22] – zusammen mit Yvonn Scherrer – für Schweizer Radio SRF

### Theaterstücke
- 2021: Rosenhochzeit (Valsecchi & Nater, Kabarett) – zusammen mit Diego Valsecchi, Regie Krishan Krone
- 2018: Macht Liebe! (Valsecchi & Nater, Kabarett) – zusammen mit Diego Valsecchi, Regie Krishan Krone
- 2016: grenzwertig (Valsecchi & Nater, Kabarett) – zusammen mit Diego Valsecchi, Regie Günther Baldauf
- 2015: Liliom[23] (Theatermusik, Komposition Singspiel) von Joël Làzsló nach Ferenc Molnàr, Theater Marie, Regie Olivier Keller
- 2013: Kino Marie[24] (Theater Marie) – zusammen mit dem Ensemble, Regie Olivier Keller
- 2011: Format: Radio (Nater/Glatthard/Bachmann, Dokumentartheater) – zusammen mit Michael Glatthard und Olivier Keller, Regie Olivier Keller
- 2010: Die Dällebach-Macher (Nater/Glatthard/Bachmann, Dokumentartheater) – zusammen mit Michael Glatthard und Olivier Keller, Regie Olivier Keller

## Auszeichnungen
- 2025: Atelierstipendium London des Aargauer Kuratoriums
- 2022: Argovia Artist mit Valsecchi & Nater
- 2021: Shortlist Reporter:innen Preis Schweiz mit dem Podcast Die Giftmörderin von Suhr[25]
- 2020: Medienpreis AG/SO 2020, Spezialpreis für eine herausragende Recherche für den Podcast Die Giftmörderin von Suhr
- 2007: Preis des Leipziger Hörspielsommers für das Kurzhörspiel Liebe Hörer